# 莫夕亞大學

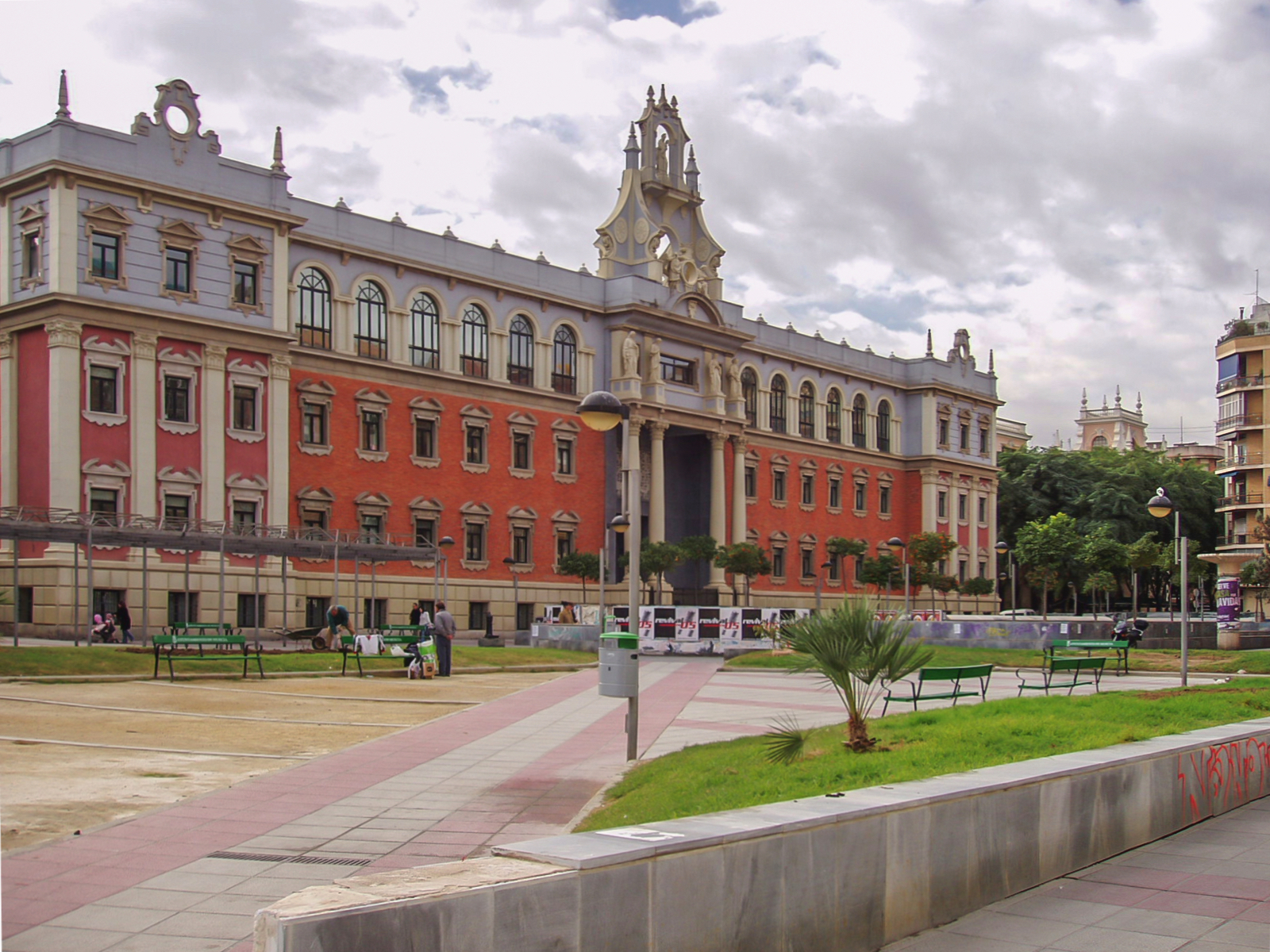
莫西亞大學（La Merced校區）

莫西亞大學（西班牙語：Universidad de Murcia，缩写UM）是位于西班牙莫西亞的一所大學，1915年創立其歷史可以追溯到13世纪末的1272年，是西班牙最古老的大學之一。

## 系所
莫西亞大學設置藝術、哲學、教育、法律、醫學、生物學、化學、獸醫學等14個學系和3個附屬設施。

## 校區
莫西亞大學有2個校區，位在市區的La Merced和北部郊區的Espinardo。

## 外部連結
- 莫西亞大學 （页面存档备份，存于）